# Kaskasapakte
Kaskasapakte (nordsamiska Gaskkasbákti) är en bergstopp med en höjd på 2 040 m.ö.h. Den är belägen i den västra delen av Kaskasatjåkkamassivet i Lappland.
Kaskasapakte är med sina 2 040 m ö.h. Sveriges sjätte högsta topp och en av Sveriges tolv toppar med en höjd på över 2 000 m. Berget ligger cirka tre kilometer nordväst om STF:s Tarfalastuga och cirka 4 km nordväst om Tarfala forskningsstation i Tarfaladalen.